# 布麗詩
布麗詩（1943年7月7日—），加拿大政治人物，2001年-05年間以卑詩自由黨黨員身份擔任卑詩省議會沙尼治南選區議員，期間曾在省長金寶爾內閣中任職精神健康及癖癮服務省務廳長，和人力資源廳長。在此之前她曾任橡樹灣區議會議員和長官，2005年起則任沙尼治區議會議員。

## 生平
布麗詩於卑詩省維多利亞土生土長，修讀於維多利亞大學，曾於該市近郊的埃斯奎莫爾特和橡樹灣任職小學教師。她於1975年-80年間出任大維多利亞教育局學務委員，期間於1978年-79年擔任該局主席。1980年她當選橡樹灣區議會議員，1985年-90年則任該區長官，期間兼任首府區域局委員，並於1988年-89年間任職首府區域局主席。
她於1989年代表卑詩社會信用黨競逐省議會橡樹灣—高登角選區議席補選，以377票之差敗予新民主黨候選人卡爾（Elizabeth Cull）。1991年省選她再次於該區競選，但排名第三。她從1990年至92年間在維多利亞的CFAX AM1070電台任職主持，後則出任溫哥華島商業改進局行政總監。
2001年省選，布麗詩代表卑詩自由黨競逐省議會沙尼治南選區議席，擊敗新民主黨候選人卡伯利（David Cubberley）當選該區省議員。2004年1月她獲省長金寶爾任命為精神健康及癖癮服務省務廳長，同年9月則調任人力資源廳長。她亦曾於該屆省議會中出任執政黨黨團教育委員會成員，及執政黨黨團衛生委員會主席。她於2005年省選再度與卡伯利對壘，這次則以429票之差敗予卡伯利而連任失敗。同年地方選舉中她當選沙尼治區議會議員，後一直連任至今。
她與丈夫喬治於1965年結婚，兩人育有兩子。

## 外部連結
- （英文）卑詩省議會網站 布麗詩議員簡介 （页面存档备份，存于）